# Hermann Scheipers
Hermann Scheipers (Ochtrup, 24 de julio de 1913-2 de junio de 2016) fue un sacerdote católico alemán, que fue prisionero durante el nazismo en el campo de concentración de Dachau, entre 1941 y 1945. Durante su visita a Alemania en septiembre de 2011, el papa Benedicto XVI se reunió con Scheipers en Erfurt.

## Biografía
Tras los estudios de teología en la Universidad de Münster, Scheipers fue ordenado sacerdote en 1937 por el obispo Petrus Legge y encarcelado tres años después durante seis meses por las autoridades de la Alemania nazi junto a presos políticos polacos condenados a trabajos forzados en Leipzig. Allí, la Gestapo le ofreció la libertad a cambio de abjurar de sus creencias, acuerdo que no aceptó. Siguió atendiendo como sacerdote al resto de prisioneros católicos y en 1941 fue enviado a Dachau, donde habían sido internados la mayoría de los católicos disidentes del III Reich, bajo la acusación de enemigo del Estado en estos términos: «Scheipers es un defensor fanático de la Iglesia, es propenso a generar intranquilidad a la población, por lo que ordenamos su internamiento en el campo de concentración de Dachau».
En Dachau fue encarcelado con el número 24255 en el «bloque de los sacerdotes» (Pfarrerblock), junto a otros religiosos católicos y protestantes como el beato Georg Häfner y el pastor Paul Richter. Según sus propias palabras, «El haber sobrevivido corporal y espiritualmente al infierno de Dachau se lo debo exclusivamente a  mi fe cristiana». Durante su internamiento fue amenazado en varias ocasiones con enviarle a las cámaras de gas, pero finalmente no fue ejecutado:

«Sabíamos que, más pronto o más tarde, nos esperaba la cámara de gas. Cuando me llegó el turno, tuve una de las experiencias de solidaridad más profundas de mi vida. Otro sacerdote, muy enfermo, me paró en mi camino para ofrecerme el pedazo de pan de ese día. Quise rechazarlo: a él le hacía falta, y yo moriría poco después. Él insistió, diciendo que los apóstoles descubrieron al Señor al partir el pan. Lo acepté, profundamente conmovido. Mi ejecución fue cancelada milagrosamente; él murió. Cada vez que celebro la Eucaristía veo ese pan».
Hermann Scheipers.

El 27 de abril de 1945, dos días antes de la liberación del campo de concentración de Dachau por las fuerzas de Estados Unidos, Scheipers sobrevivió a una marcha de la muerte. Recuperada la salud, en 1946 regresó a la diócesis de Dresde-Meissen, entonces parte de la República Democrática Alemana, donde pronto entró en conflicto con el Partido Socialista Unificado de Alemania. Trabajó como sacerdote en Dresde, Berggießhübel, Dresden Johannstadt, Freital, Wilsdruff y Bautzen. Desde 1960 hasta su regreso a Münster en 1983, fue párroco en la parroquia de Santa María Schirgiswalde.
En los últimos años, tras su jubilación, dio numerosas conferencias sobre su experiencia en Dachau y los totalitarismos, donde compara el nazismo con el comunismo soviético y chino en los siguientes términos:

«Tanto Hitler como Stalin y sus seguidores en China y en todo el mundo querían algo más que el poder. Exigían tus creencias y entrega incondicional a su ideología. Esto era una nueva religión. Tenías que creer en su ideología y exigían tu entrega total».
Hermann Scheipers.